# Leopoldshagen
Leopoldshagen är en kommun och ort i Landkreis Vorpommern-Greifswald i förbundslandet Mecklenburg-Vorpommern i Tyskland.
Staden ingår i kommunalförbundet Amt Am Stettiner Haff tillsammans med kommunerna Ahlbeck, Altwarp, Eggesin, Grambin, Hintersee, Liepgarten, Lübs, Luckow, Meiersberg, Mönkebude och Vogelsang-Warsin.